# اوث‌کیپر
«اوث‌کیپر» (به انگلیسی: Oathkeeper) چهارمین اپیزود از فصل چهارم سریال درام-فانتزی آمریکایی، بازی تاج‌وتخت، و به طور کلی سی و چهارمین اپیزود پخش شده از این مجموعه است. این اپیزود در تاریخ ۲۷ آوریل ۲۰۱۴ در ایالات متحده و کانادا از شبکه کابلی اچ‌بی‌او به نمایش درآمد. کارگردانی این اپیزود بر عهده میشل مک‌لارن بوده است.